# Sitticus flabellatus
Sitticus flabellatus là một loài nhện trong họ Salticidae.
Loài này thuộc chi Sitticus. Sitticus flabellatus được María Elena Galiano miêu tả năm 1989.